# Catedral de Nuestra Señora de las Mercedes (Caldas)
La Catedral Nuestra Señora de las Mercedes es una iglesia catedralicia de culto católico bajo la advocación de Virgen de las Mercedes ubicada en el municipio colombiano de Caldas (Antioquia). Como catedral, es la sede del obispo de la Diócesis de Caldas. El templo fue elevado a la categoría de catedral el 18 de junio de 1988 cuando fue creada la diócesis.
La hermosa catedral que vemos hoy ha sufrido grandes cambios a raíz de modificaciones surgidas por el concilio vaticano segundo; perdiendo piezas invaluables como fue su pulpito en madera, el comulgatorio, el antiguo bautisterio y otras piezas de arte y orfebrería que se diluyeron al pasar de los años.

## Historia
La Catedral se encuentra ubicada en el municipio de Caldas en el departamento de Antioquia y fue construida en el período colonial. El municipio se encuentra sobre una altiplanicie con el templo como parte del paisaje del casco urbano, un hito fácilmente identificable que continúa cumpliendo su tarea en la vida de los feligreses.
Fue construida en el año 1848 por los primeros habitantes que se asentaron en lo que hasta ese tiempo se conoció como partido de la miel. Este era un corregimiento perteneciente al municipio de la Estrella. En sus inicios la parroquia originalmente se construyó en lo que ahora se conoce como la casa episcopal y a finales del siglo XXI se concluyó el templo que se observa en la actualidad. 
a nuestra estructura cá construida con un material llamado tapia y tiene bellos acabados dorados en su retablo principal y laterales. Tiene una capacidad para 2000 perso  
s. 

## Características
La catedral tiene un estilo sencillo, con una planta rectangular de 5 555 m² de superficie [cita requerida]. El piso es de baldosa compactada y los muros en tapia de 80 cm de grosor empañetados con boñiga y cal. El interior del templo está dividido en tres naves, separadas por pilares de mármol, los cuales se encuentran apoyados en mampostería. Estos pilares soportan soleras colocadas longitudinalmente y sirven de apoyos intermedios al techo de dos aguas en teja de barro, que cubre todo el recinto de la catedral y tiene una hermosa cúpula o lumbrera. El acceso principal está enmarcado por una puerta de dintel recto y sobre éste se encuentra una ventana. El templo se caracteriza por tener incrustaciones de oro en la cúspide de las columnas de mármol.